# Armand Mouyal
Armand Mouyal (13 de octubre de 1925-15 de julio de 1988) fue un deportista francés que compitió en esgrima, especialista en la modalidad de espada.
Participó en tres Juegos Olímpicos de Verano entre los años 1952 y 1960, obteniendo una medalla de bronce en Melbourne 1956 en la prueba por equipos. Ganó ocho medallas en el Campeonato Mundial de Esgrima entre los años 1951 y 1963.

## Palmarés internacional
| Juegos Olímpicos   | Juegos Olímpicos            | Juegos Olímpicos  | Juegos Olímpicos   |
| Año                | Lugar                       | Medalla           | Prueba             |
| ------------------ | --------------------------- | ----------------- | ------------------ |
| 1956               | Melbourne (Australia)       | Medalla de bronce | Espada por equipos |
| Campeonato Mundial |                             |                   |                    |
| Año                | Lugar                       | Medalla           | Prueba             |
| 1951               | Estocolmo (Suecia)          | Medalla de oro    | Espada por equipos |
| 1953               | Bruselas (Bélgica)          | Medalla de plata  | Espada por equipos |
| 1954               | Luxemburgo (Luxemburgo)     | Medalla de bronce | Espada por equipos |
| 1955               | Roma (Italia)               | Medalla de plata  | Espada por equipos |
| 1957               | París (Francia)             | Medalla de oro    | Espada individual  |
| 1958               | Filadelfia (Estados Unidos) | Medalla de bronce | Espada por equipos |
| 1961               | Turín (Italia)              | Medalla de plata  | Espada por equipos |
| 1963               | Danzig (Polonia)            | Medalla de plata  | Espada por equipos |